# Кушнарівка
Кушнарі́вка — село в Україні, у Вільногірській міській громаді Кам'янського району Дніпропетровської області. Населення за переписом 2001 року складало 20 осіб. 

## Географія
Село Кушнарівка знаходиться на відстані 2 км від села Мар'янівка. По селу протікає висихний струмок з загатою. Поруч проходить автомобільна дорога Т 0423.

## Населення

### Мова
Розподіл населення за рідною мовою за даними перепису 2001 року:
| Мова       | Кількість | Відсоток |
| ---------- | --------- | -------- |
| українська | 17        | 85%      |
| російська  | 3         | 15%      |
| Усього     | 20        | 100%     |